# Gypsy (serial telewizyjny)
Gypsy – amerykański serial telewizyjny (dramat, thriller psychologiczny), wyprodukowany przez Working Title Television oraz Universal Television, którego twórcą jest Lisa Rubin. Wszystkie 10 odcinków pierwszej serii zostało udostępnionych 30 czerwca 2017 roku  na stronie internetowej platformy Netflix.
12 sierpnia 2017 roku platforma Netflix ogłosiła anulowanie serialu.

## Fabuła
Serial opowiada o Jean Holloway, psychoterapeutyce, która za bardzo angażuje się w życie swoich pacjentów.

## Obsada
- Naomi Watts jako Jean Holloway[3]
- Billy Crudup jako Michael Holloway[4]
- Sophie Cookson jako Sydney
- Lucy Boynton jako Allison[5]
- Karl Glusman jako Sam Duffy
- Melanie Liburd jako Alexis[6]
- Poorna Jagannathan jako Larin Inamdar[7]
- Brenda Vaccaro jako  Claire Rogers[7]
- Brooke Bloom jako Rebecca[8]
- Kimberly Quinn jako Holly Faitelson[8]
- Edward Akrout jako Zal
- Frank Deal jako Gary Levine

## Odcinki
| Sezon | Sezon | Odcinki | Oryginalna emisja Netflix | Oryginalna emisja Netflix | Oryginalna emisja Netflix Polska | Oryginalna emisja Netflix Polska | Oryginalna emisja Netflix Polska |
| Sezon | Sezon | Odcinki | Premiera sezonu           | Finał sezonu              | Premiera sezonu                  | Finał sezonu                     |                                  |
| ----- | ----- | ------- | ------------------------- | ------------------------- | -------------------------------- | -------------------------------- | -------------------------------- |
|       | 1     | 10      | 30 czerwca 2017           | 30 czerwca 2017           | 30 czerwca 2017                  | 30 czerwca 2017                  |                                  |

### Sezon 1 (2017)
| #  | Tytuł           | Reżyseria          | Scenariusz                          | Premiera Netflix | Premiera Netflix Polska |
| -- | --------------- | ------------------ | ----------------------------------- | ---------------- | ----------------------- |
| 1  | The Rabbit Hole | Sam Taylor-Johnson | Lisa Rubin                          | 30 czerwca 2017  | 30 czerwca 2017         |
| 2  | Morgan Stop     | Sam Taylor-Johnson | Lisa Rubin                          | 30 czerwca 2017  | 30 czerwca 2017         |
| 3  | Driftwood Lane  | Scott Winant       | Jessica Mecklenburg & Lisa Rubin    | 30 czerwca 2017  | 30 czerwca 2017         |
| 4  | 309             | Scott Winant       | Jonathan Caren & Lisa Rubin         | 30 czerwca 2017  | 30 czerwca 2017         |
| 5  | The Commune     | Alik Sakharov      | Sean Jablonski                      | 30 czerwca 2017  | 30 czerwca 2017         |
| 6  | Vagabond Hotel  | Alik Sakharov      | Sneha Koorse & Lisa Rubin           | 30 czerwca 2017  | 30 czerwca 2017         |
| 7  | Euphoria        | Victoria Mahoney   | Lisa Rubin                          | 30 czerwca 2017  | 30 czerwca 2017         |
| 8  | Marfa           | Victoria Mahoney   | Jonathan Caren & Lisa Rubin         | 30 czerwca 2017  | 30 czerwca 2017         |
| 9  | Neverland       | Coky Giedroyc      | Sean Jablonski, Jessica Mecklenburg | 30 czerwca 2017  | 30 czerwca 2017         |
| 10 | Black Barn      | Coky Giedroyc      | Lisa Rubin                          | 30 czerwca 2017  | 30 czerwca 2017         |

## Produkcja
6 stycznia 2016 roku Netflix zamówił pierwszy sezon serialu W kwietniu 2016 roku poinformowano, że główną rolę w serialu zagra Naomi Watts. W sierpniu 2016 roku ogłoszono, że Billy Crudup wcieli się w rolę Michaela Hollowaya, męża pani psycholog. W kolejnym miesiącu poinformowano, że do obsady dołączyły: Melanie Liburd jako Alexis, Poorna Jagannathan jako Larin Inamdar oraz Brenda Vaccaro  jako Claire Rogers. W październiku 2016 roku, poinformowano, że Brooke Bloom, Kimberly Quinn oraz Lucy Boynton dołączyły do dramatu "Gypsy".